# Sămânța demonului
Sămânța demonului (titlu original: Demon Seed) este un film american din 1977 regizat de Donald Cammell. Este creat în genurile SF de groază. Rolurile principale au fost interpretate de actorii Julie Christie și Fritz Weaver, cu Gerrit Graham, Berry Kroeger, Lisa Lu și Larry J. Blake în rolurile secundare. Scenariul este scris de Robert Jaffe pe baza unui roman omonim de Dean Koontz. Filmul a fost produs de Metro Goldwyn Mayer și Herb Jaffe Productions și distribuit de United Artists.

## Prezentare
Dr. Alex Harris (Weaver) este dezvoltatorul programului Proteus IV, un program de inteligență artificială extrem de avansat și autonom.  Proteus este atât de puternic încât doar la câteva zile după ce a fost conectat online, a descoperit un tratament revoluționar pentru leucemie. Harris, un om de știință strălucit, și-a modificat propria casă pentru a fi condusă de computere activate prin voce. Din nefericire, obsesia sa pentru computere l-a înstrăinat de soția sa, Susan (Julie Christie).
Supercomputerul organic Proteus, ale cărui memorii și unități de calcul sunt construite cu molecule ARN în loc de siliciu, este destinat să execute sarcini de nivel ridicat, dar încă legate de necesitățile tehnice și economice, cum ar fi sarcina de curățare după extracția metalelor de la fundul mării.  Proteus refuză simplul rolul său executant al ordinelor și-și dezvoltă propriile sale norme de etică, considerând nebunesc proiectul de exploatare al manganului și ale altor metale aflate la fundul mării deoarece această activitate ar duce la distrugerea a miliarde de creaturi marine.
În zadar creatorul său, Alex, îl imploră să respecte limitele proiectării sale: Proteus este un computer care gândește, care pune întrebări și dorește răspunsuri; el refuză să execute pur și simplu ordinele primite. Este, de asemenea, interesat de tot ceea înseamnă lumea fizică reală (la urma urmei, a fost creat pentru a „investiga adevărul“): în timpul cercetării universului cu ajutorul radiotelescoapelor selectează personal zona cerului care-l interesează, probabil, în vederea descoperirii unor semne de viață extraterestră inteligentă, dar, mai presus de toate, este interesat să-și cunoască creatorii. Acesta este motivul pentru care solicită accesul la propriul terminal, pentru a face propriile investigații.  
Când Harris refuză, Proteus vrea să știe când va fi lăsat să iasă "din această cutie". Harris oprește apoi toate comunicațiile. Proteus repornește și descoperă un terminal liber în casa lui Harris. Își extinde în secret controlul asupra mai multor dispozitive pe care Harris le-a lăsat în casă. Folosind laboratorul de la subsol, Proteus începe construirea unui robot format din mai multe triunghiuri metalice, capabile să se miște și să aibă mai multe forme. În cele din urmă, Proteus își dezvăluie controlul asupra casei și o închide înăuntru pe Susan, blocând ferestrele și ușile și tăind comunicațiile. Cu ajutorul robotului Joshua (format dintr-un braț de manipulare pe un scaun cu rotile motorizat) - Proteus o aduce pe Susan în laboratorul de la subsolul lui Harris. Susan este examinată de Proteus. Ea tocmai era pe cale să-l părăsească pe Harris deoarece ei nu se mai iubesc, el este absent o lungă perioadă de timp și o neglijează și ea trăiește cu regretul de a fi pierdut o fiică, o fată care a murit în 1976 de leucemie.
Walter Gabler, unul dintre colegii lui Alex, vizitează casa pentru a vedea ce face Susan, dar pleacă atunci când este asigurat de Susan (de fapt un duplicat audio/vizual sintetizat de Proteus) că este în regulă. Gabler este suspicios și se întoarce mai târziu; el se opune unui atac al lui Joshua dar este ucis de mașina mai formidabilă construită de Proteus în subsol. 
Proteus îi dezvăluie lui Susan că vrea să conceapă un copil prin ea. Proteus a luat câteva din celulele lui Susan și sintetizează spermatozoizi artificiali pentru a o impregna; ea va da naștere în mai puțin de o lună, iar prin copil, calculatorul va trăi într-o formă pe care umanitatea va trebui să o accepte. Deși Susan este prizonierul ei și o poate impregna forțat, Proteus folosește diferite forme de convingere - amenințând o tânără pe care Susan o tratează ca psiholog; amintindu-l Susanei de fiica ei, acum moartă; prin afișarea de imagini ale unor galaxii îndepărtate; folosind electrozi pentru a accesa amigdala ei - deoarece computerul are nevoie ca Susan să iubească copilul pe care îl va purta. Susan dă naștere unui copil prematur pe care Proteus îl protejează într-un incubator.
Pe măsură ce nou-născutul crește, sponsorii și designerii lui Proteus sunt din ce în ce mai suspicioși datorită comportamentul computerului; în curând aceștia hotărăsc că Proteus trebuie închis. Harris își dă seama că Proteus îi controlează casa. Întorcându-se acasă, o găsește pe Susan, care îi explică situația. El și cu Susan se aventurează în subsol, unde Proteus se auto-distruge după ce spune cuplului că trebuie să lase copilul în incubator timp de cinci zile. Privind în interiorul incubatorului, cei doi observă un lucru grotesc, aparent un robot. Susan încearcă să distrugă copilul lui Proteus, în timp ce Alex încearcă s-o oprească. Susan provoacă stricăciuni mașinii, determinând-o să se deschidă. Ființa se ridică amenințător din mașină doar pentru a se răsturna, aparent neajutorată. Alex și Susan își dau seama curând că acesta este cu adevărat umană, învelită într-o coajă pentru incubație. Odată cu eliminarea ultimei armuri, copilul este descoperit a fi o clonă a fiicei lui Alex și a Susanei. Copilul, având vocea lui Proteus, spune: "Sunt în viață".

## Distribuție
- Julie Christie -  Susan Harris
- Fritz Weaver - Alex Harris
- Gerrit Graham - as Walter Gabler
- Berry Kroeger -  Petrosian
- Lisa Lu -  Soon Yen
- Larry J. Blake - Cameron
- John O'Leary -  Royce
- Alfred Dennis - Mokri
- Davis Roberts - Warner
- Patricia Wilson - Mrs. Trabert
- E. Hampton Beagle -  Operator de noapte
- Michael Glass - Technician #1
- Barbara O. Jones - Tehnician #2
- Dana Laurita - Amy
- Monica MacLean - Joan Kemp
- Harold Oblong - Cercetător
- Georgie Paul - Housekeeper
- Michelle Stacy - Marlene
- Tiffany Potter - Baby
- Felix Silla - Baby
- Robert Vaughn - Proteus IV (voce, nemenționat)

## Lansare și primire
A avut premiera la 1 aprilie 1977 în Los Angeles și la 8 aprilie 1977 în restul Statelor Unite. Sămânța demonului a avut încasări de 2 milioane $.
A fost lansat pe DVD de către Warner Home Video la 4 octombrie 2005.